# Ga Horohira-Bashi
Ga Horohira-Bashi (幌平橋駅) là nhà ga ở Chūō, Sapporo, Hokkaido, Nhật Bản. Nhà ga được đánh số  N10.

## Bố trí ga
| G                                 | Mặt đất                                                 | Lối vào/Lối ra                    |
| Sân ga                            | Sân ga cạnh, cửa sẽ mở ở bên trái                       | Sân ga cạnh, cửa sẽ mở ở bên trái |
| Sân ga 1                          | Tuyến Namboku đi N11 Nakanoshima (Hướng đi Makomanai) → |                                   |
| Sân ga 2                          | ← Tuyến Namboku đi N09 Nakajima-Kōen (Hướng đi Asabu)   |                                   |
| Sân ga cạnh, cửa sẽ mở ở bên trái |                                                         |                                   |

## Lịch sử
Nhà ga mở cửa vào ngày 16 tháng 12 năm 1971 cùng với thời điểm khai trương Tuyến Namboku từ Ga Makomanai đến Ga Kita-Nijūyo-Jō.

## Xung quanh nhà ga
- Ga Seishūgakuen-Mae, Xe điện Sapporo
- Công viên Nakajima
- Đền Gokoku
- Bưu điện Minami Jūyo-Jō
- Đồn cảnh sát Minami Nakajima
- Ngân hàng Hokkaido, chi nhánh Nakajima